# Чьяпас
Чья́пас (исп. Chiapas, аст. Chiyapan; испанское произношение: [ˈtʃjapas]), полное наименование: Свободный и Суверенный Штат Чьяпас (Estado Libre y Soberano de Chiapas) — штат на юго-востоке Мексики. Граничит со штатами Веракрус и Табаско (на севере), Оахака (на северо-западе), Гватемалой (на юге и востоке), на западе омывается Тихим океаном. Площадь штата Чьяпас составляет 73 887 км², на территории находится множество природных и культурных объектов. В административном отношении делится на 124 муниципалитета.
Административный центр — город Тустла-Гутьеррес, главный экономический центр — Тапачула. Главный туристический центр штата — Сан-Кристобаль-де-лас-Касас.

## Этимология
Происходит из языка науа, от «chiapan» — «река чиа» (чиа — мексиканское эндемическое растение). Флексия множественного числа связана с существованием двух территорий с одинаковым названием, одна из которых принадлежала испанцам, а вторая — индейцам.

## География
Вдоль тихоокеанского побережья штата в направлении с северо-запада на юго-восток тянется хребет Сьерра-Мадре-де-Чьяпас, продолжение Сьерра-Мадре-дель-Сур. Хребет является самым высоким в штате, на границе с Гватемалой находится вулкан Такана высотой 4093 м над уровнем моря. Склоны гор покрыты главным образом высокогорными тропическими и хвойными лесами.

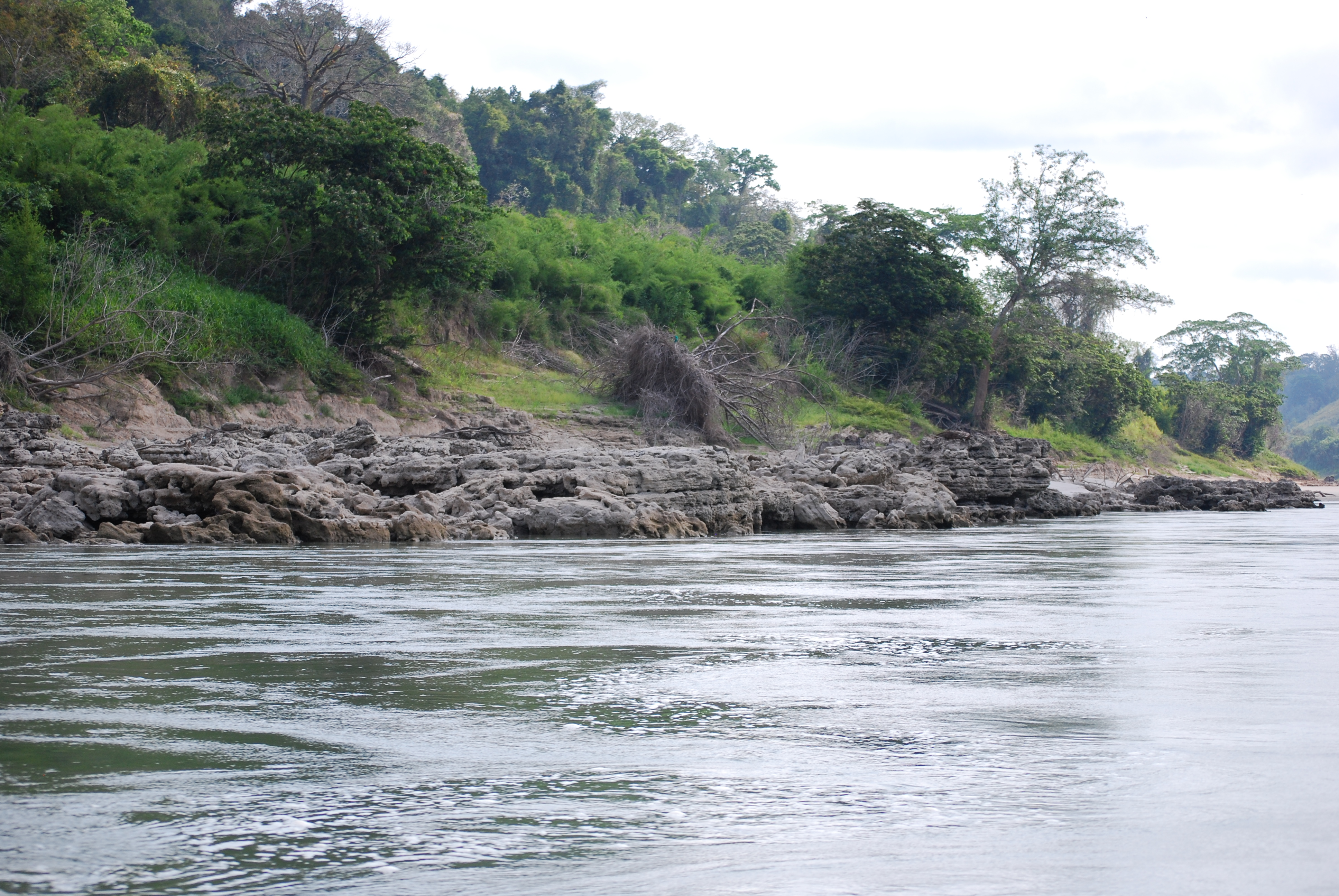
Река Усумасинта и лакандонская сельва

Центральная впадина находится в центральной части Чьяпаса, между Сьерра-Мадре-де-Чьяпас, Центральным нагорьем и Северными горами. Представляет собой относительно плоскую территорию с очень жарким и влажным климатом. Растительность впадины представлена лиственными породами, местами встречаются влажные тропические леса.
Центральное нагорье, известное также как Лос-Альтос, представляет собой горную страну с общим направлением с северо-запада на юго-восток. Средние высоты колеблются от 1200 до 1600 м над уровнем моря. Так же, как и хребет Сьерра-Мадре-де-Чьяпас, Центральное нагорье переходит в горы Кучуматанес вблизи границы с Гватемалой.
Восточные горы образуют несколько параллельных гряд на востоке штата, сложенных главным образом известняком и песчаником. Их высота варьируется от 500 до 1500 м над уровнем моря. Этот район получает большое количество влаги, поступающей сюда с обильными осадками из Мексиканского залива. Покрыты влажными тропическими лесами. Северные горы Чьяпаса отделяют равнины Мексиканского залива от Центральной впадины. Сложены известняками, скалисты. На крайнем севере Чьяпаса расположены равнины Мексиканского залива, тянущиеся из штата Тобаско.
На северо-востоке Чьяпаса расположены лакандонская сельва, отличающиеся своим биологическим разнообразием. Это обширный регион, продолжающийся за пределы Чьяпаса на юг: в северную Гватемалу и Белиз, и на восток: на полуостров Юкатан. Климат здесь особенно жарок и влажен, а сухой сезон наиболее короток.

## История

### Доколумбовый период

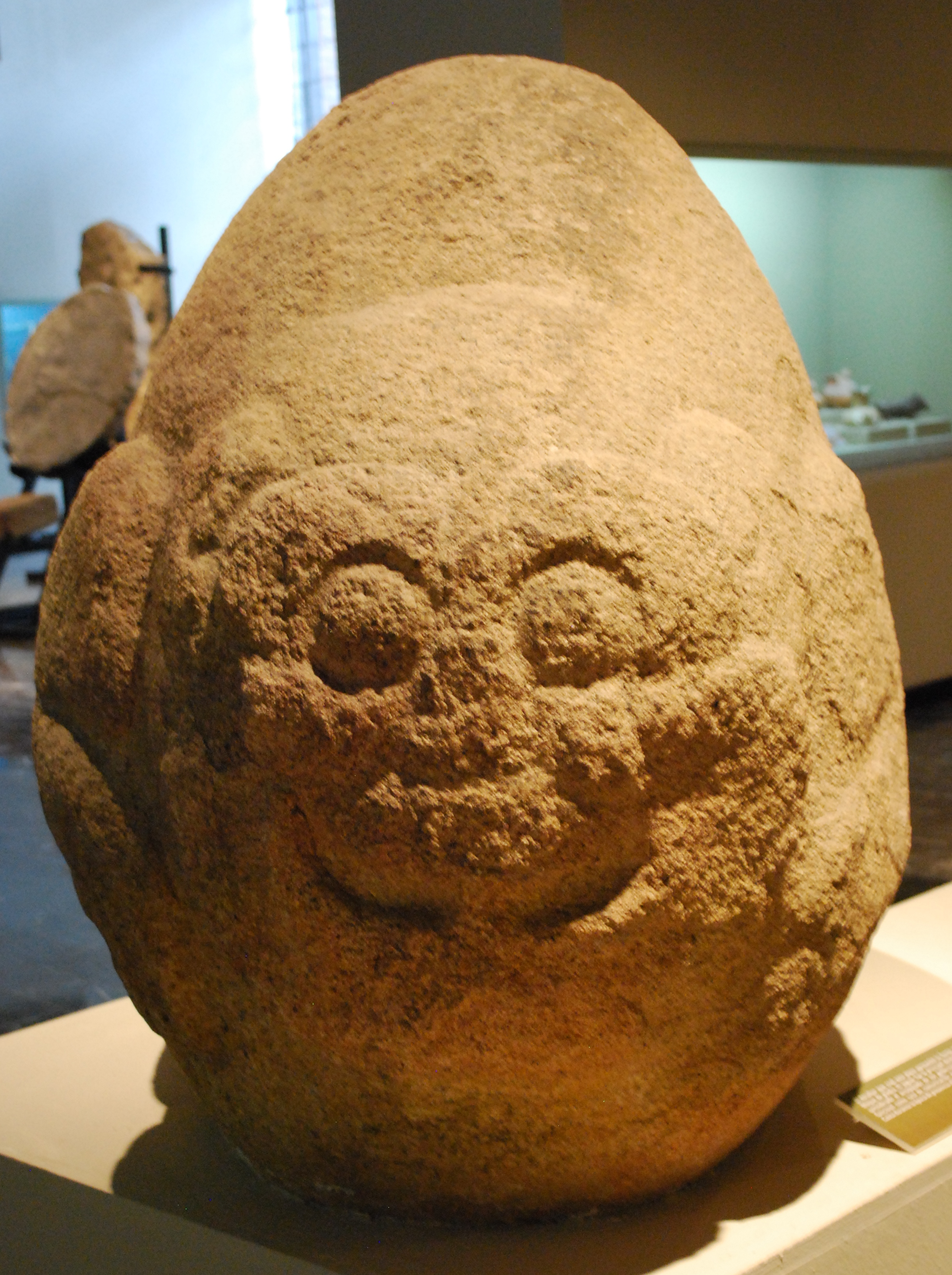
Фигурка ягуара, датированная от 1000 до 400 гг. до н. э., музей в Тустла-Гутьеррес

Общины охотников и собирателей занимают центральные долины штата около 7000 лет до нашей эры. Старейшие в Чьяпасе археологические находки обнаружены на ферме Санта-Елена в муниципалитете Окосокоаутла-де-Эспиноса, были найдены инструменты и оружие из камня и кости, а также захоронения. Земледельческие поселения появились по всей территории штата с 1800 года до н. э. по 300 года н. э. Тем не менее общины охотников и собирателей будут существовать ещё долго после этого.
Последние раскопки доказывают, что старейшей цивилизацией, появившейся на территории современного Чьяпаса была мокая. Они жили в домах и выращивали кукурузу уже около 1 500 года до н. э., что делает их одной из древнейших цивилизаций Центральной Америки.
Существуют предположения, что именно они были предками ольмеков, мигрировавших впоследствии на север. В одном из древних городов этого народа, который сейчас известен как археологический объект Чьяпа-де-Корсо, был найден старейший календарь с датой 36 год до н. э. Это доказывает, что у мокая был календарь ещё за три столетия до майя.
В более поздний период местные жители вероятно имели тесные отношения с ольмеками. Ольмекское влияние заметно в архитектуре, найдены предметы, доказывающие влияние этой культуры.

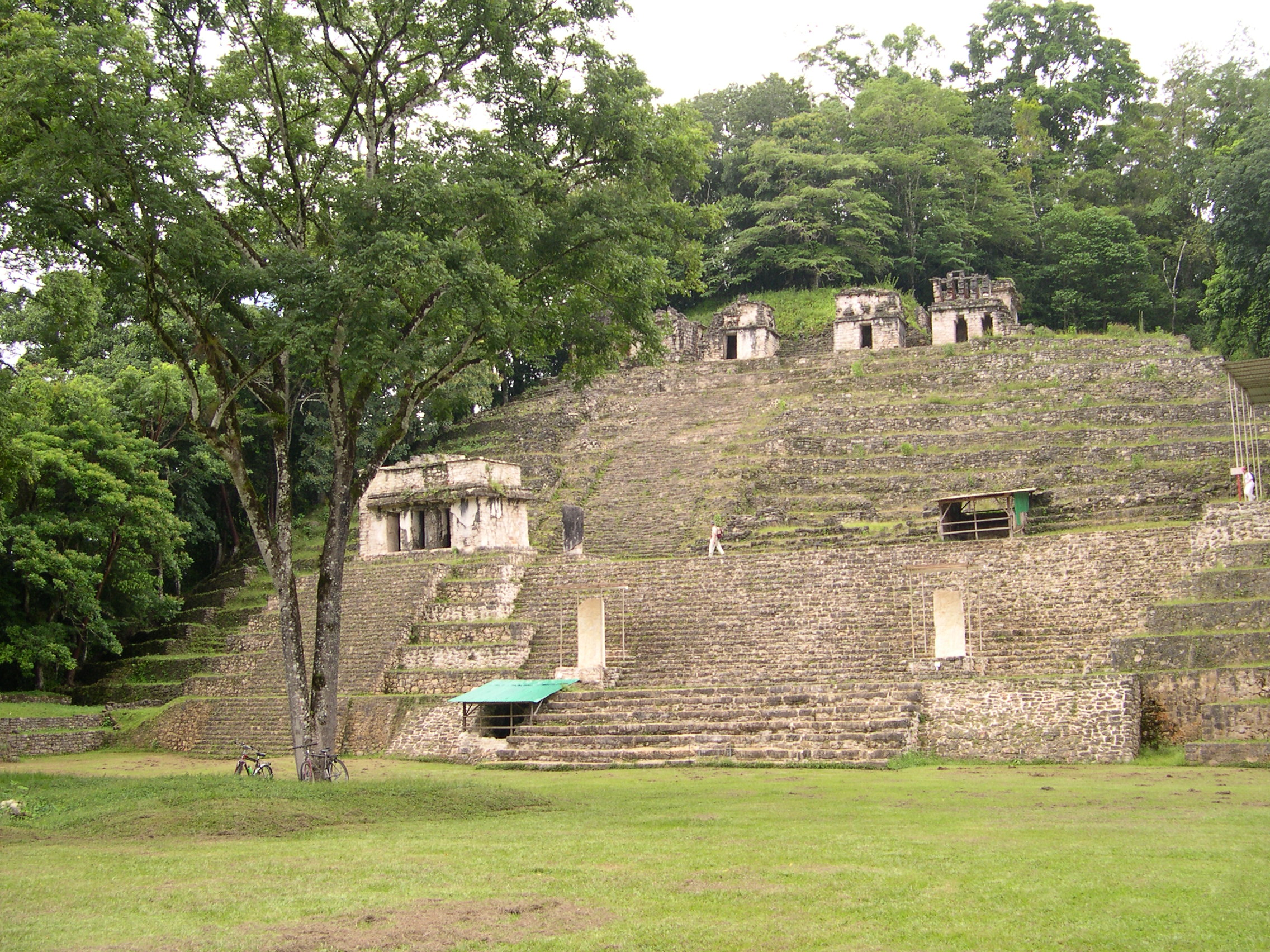
Пирамиды в городе Бонампак

Развитие в регионе цивилизации майя было отмечено строительством городов и социальной стратификацией населения в классический период (300—900 гг. н. э.). Основные города майя сосредоточены вдоль границ с современным штатом Табаско и с Гватемалой. На вершине своего развития цивилизация майя имела собственную письменность, добилась успеха во многих науках, таких как математика и астрономия.
Тем не менее, все города майя в регионе пришли в упадок и были заброшены примерно в одно и то же время — около 900 года. С падением цивилизации социальная структура местных обитателей, вероятно, стала проще.
После периода майя данный регион находился под некоторым влиянием цивилизаций центральной Мексики, быстро набирающих силу. Существуют доказательства, что ацтеки появлялись в центральной части штата в XV веке, однако не смогли вытеснить местные племена чьяпа.

### Колониальный период
Первый контакт местного населения с европейцами состоялся в 1522 году, когда Кортес после покорения империи ацтеков послал сборщиков налогов в эти земли. Первое военное вторжение состоялось в 1523 и возглавлялось Луисом Марином.
В течение трёх лет Марин покорил часть местного населения, однако встретил ожесточённое сопротивление со стороны цоцилей на возвышенностях. Испанское колониальное правительство послало новую экспедицию во главе с Диего де Масариегос. Масариегос был удачливее своего предшественника, однако ему пришлось столкнуться с ситуацией, когда индейцы предпочитали совершить самоубийство, чем оказаться под испанским правлением. Наиболее известные примеры этого явления — битва Тепетчиа, когда многие индейцы покончили с собой, прыгая в каньон.
Индейское сопротивление было ослаблено постоянной войной с испанцами и новыми болезнями. К 1530 году почти все народы были покорены, исключение составляли лишь лакандонцы, которые жили в труднодоступной сельве и сопротивлялись до 1695 года. Первый испанский город — Сан-Кристобаль-де-лас-Касас, был основан уже в 1528 году.
Принесённые конкистадорами болезни, а также принудительный труд на плантациях служили причиной сильного сокращения индейского населения. В течение всего колониального периода Чьяпас был относительно изолирован от органов власти в Мехико и религиозных органов в Гватемале (формально Чьяпас входил в Генерал-капитанство Гватемала). Причиной тому была труднодоступность и пересечённость местности, а также её непривлекательность с точки зрения испанцев, которые искали драгоценные металлы и плодородные земли.

### XIX век
Именно эта изоляция, а также внутренние разногласия повлекли за собой кризис власти в ходе мексиканской войны за независимость в 1821 году. В это время ряд влиятельных торговцев и фермеров планировали создание Независимого Чьяпаса. Ряд городов и деревень желали независимости Чьяпаса, в то же время некоторые города хотели объединения с Гватемалой, а другие — объединения с Мексикой. Император Агустин Итурбиде объявил Чьяпас частью Мексики.
В июле 1824 округ Соконуско на юго-западе Чьяпаса отделяется, объявляя о своём присоединении к Соединённым провинциям Центральной Америки. В сентябре того же года был проведён референдум о присоединении региона к Мексике либо к Центральной Америке. Референдум закончился присоединением к Мексике (возможно имели место фальсификации местной элиты с нагорья), тем не менее, Соконуско сохранял нейтральный статус вплоть до 1842 года, когда регион был занят генералом Антонио Лопес-де-Санта-Ана и окончательно объявлен мексиканской территорией.

### XX век и наши дни
Середина XX века была отмечена быстрым ростом населения. Населения мигрировало из района нагорья, это повлекло развитие и заселение восточных областей, известных как лакандонская сельва. Рост населения явно опережал рост экономики региона, попытки переселения крестьян на необрабатываемые земли встречали сопротивление. Данные события повлекли за собой кризис власти в 1970-е гг., что было предпосылками движения сапатистов в 1990-е.
1980-е годы были отмечены волной беженцев из стран Центральной Америки, главным образом Гватемалы, которые бежали от политических потрясений. Эти события привели к ухудшению отношений между Мексикой и Гватемалой, а также дестабилизировало обстановку в Чьяпасе. Здесь, а также в других южных штатах, находились лагеря беженцев.
Мексиканское правительство вынуждено было идти на ряд уступок. К 1984 году на территории Чьяпаса находилось 92 лагеря с 46 тыс. беженцев, главным образом сконцентрированные вблизи гватемальской границы. Более того, гватемальские войска проводили свои рейды в лагерях на мексиканской территории, приводя в ужас местное население.
Беженцы сталкивалось в местными властями, которые угрожают им депортацией, а также с местными военизированными формированиями, которые были обеспокоены политической обстановкой региона. К 1990 году было насчитано около 200 тыс. гватемальцев и около полумиллиона сальвадорцев, почти все они — крестьяне, большая часть в возрасте до 20 лет.
В 1980-е годы в регионе появляются объединения бедных крестьян и коренных народов, недовольных распределением земель, бедностью, слабыми темпами развития региона, неразвитой инфраструктурой и социальной сферой. Недовольства накаляют обстановку в регионе. Формируются небольшие группы, называющие себя Сапатистской армией национального освобождения (EZLN). Они привлекают к себе внимание мировой общественности 1 января 1994 года, оккупируя Сан-Кристобаль, Маргаритас, Альтамирано, Окосинго и др. Сапатисты осаждают ближайшую военную базу, захватывая оружие, читают свою прокламацию, а также освобождают заключённых из тюрем.

Флаг сапатистов

Даже на конец 2000-х годов движение сапатистов остаётся популярным и играет важную роль в политике штата. Некоторые районы находятся под их контролем, имея права автономии. Впрочем, движение так и не решило большинство экономических проблем, в том числе и нехватку земель. Крестьяне снова предпочитают мигрировать в необжитые восточные регионы штата так, как это было в середине XX века. Новые поселения и вырубки лесов угрожают экологической обстановке этого уникального региона. Сапатистское правительство, напротив, одобряет освоение этого района, оправдывая переселения правами коренного населения на их земли.
Несмотря на улучшения последних десятилетий, штат так и остаётся одним из самых бедных в стране. Здесь по-прежнему один из самых низких уровней грамотности в стране и одна из наименее развитых инфраструктур. Кроме того, даже сегодня Чьяпас занимает полуизолированное от остальной Мексики положение, как географически, так и культурно.
В начале октября 2005 года над штатом прошёл ураган Стен (Stan), приведший к масштабной природной катастрофе не только в Чьяпасе, но и в других штатах Мексики.

## Население

### Демография
Численность населения, по данным переписи 2020 года, составила 5 543 828 человек. Городское население составляет 78 %, сельское — 22 %. Для Чьяпаса характерен высокий прирост населения, хотя в последние годы заметно небольшое снижение. Около половины населения штата моложе 20 лет, средний возраст — 19 лет.
Крупные города:
- Тустла-Гутьеррес — 537 102 чел.
- Тапачула — 202 672 чел.
- Сан-Кристобаль-де-лас-Касас — 158 027 чел.
- Комитан-де-Домингес — 97 537 чел.
- Чьяпа-де-Корсо — 45 077 чел.
- Паленке — 42 947 чел.

### Индейцы

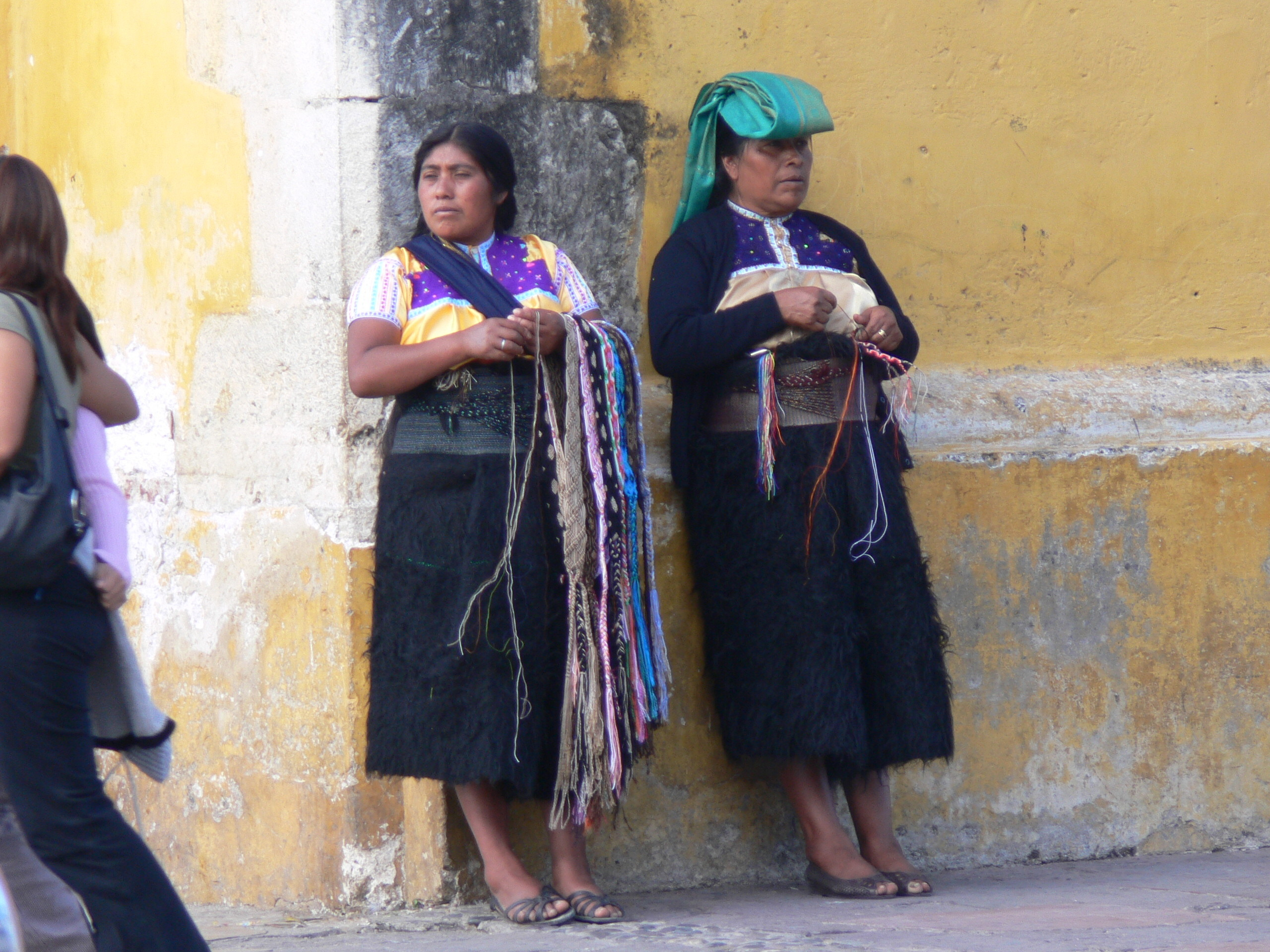
Цоцильские женщины, город Сан-Кристобаль

Отличительной чертой штата является высокий процент индейского населения, здесь проживает почти 13,5 % от всех индейцев Мексики. По данным переписи 2005 года 957 255 жителей Чьяпаса говорят на индейских языках, примерно 14 % из них не владеет испанским. Большая часть индейцев Чьяпаса является потомками цивилизации майя и говорит на различных майяских языках.
Основные этнические группы включают: цельтали, цоцили, чоли, соке, тохолабали, лакандоны и мамы. Наиболее распространённые индейские языки: цельтальский (461 236 носителей), цоцильский (417 462 носителей), чонтальский, чольский (191 947 носителей), тохолабальский, канхобальский и др.
Народ чоли мигрировал в северо-западные районы современного Чьяпаса около 2 тыс. лет назад с юга, территории современной Гватемалы и Гондураса. Те чоли, что остались на юге, известны сейчас под названием чорти. Чольский относится к майяской языковой семье, примерно половина носителей является монолингвами. Выделяют 3 диалекта языка, все они взаимопонимаемы. Традиционно чоли занимаются сельским хозяйством, выращивая кукурузу и бобы, иногда также рис, кофе, сахарный тростник, фрукты.
Штат известен как перевалочный пункт нелегальной миграции из стран центральной Америки на север: в США и центральные районы Мексики, тем не менее, часть этих мигрантов оседает в Чьяпасе. Кроме того, последние десятилетия XX века были отмечены наплывом беженцев и мигрантов из Гватемалы, что также увеличило этническое разнообразие региона.

## Административное деление

Административная карта Мексики.

Административная карта штата Чьяпас.

В административном отношении делится на 124 муниципалитета:

## Экономика

### Социально-экономические показатели
Чьяпас составляет 1,73 % от ВВП Мексики. Несмотря на богатые ресурсы, Чьяпас, наряду с соседними штатами Оахака и Герреро, остаётся наиболее отсталой частью страны по всем социально-экономическим показателям, включая обеспечение жильём, доходы, образование, здравоохранение.
В Чьяпасе гораздо более высокий процент неграмотности, чем в других районах страны, хотя ситуация значительно улучшилась с 1970-х гг., когда 45 % были неграмотны, в 1980-е этот показатель уже был равен 32 %.
На 2005 здесь имелось 889 420 единиц жилья, из них 71 % имели проточную воду, 77,3 % имели канализацию, 93,6 % имели электричество.

### Сельское хозяйство

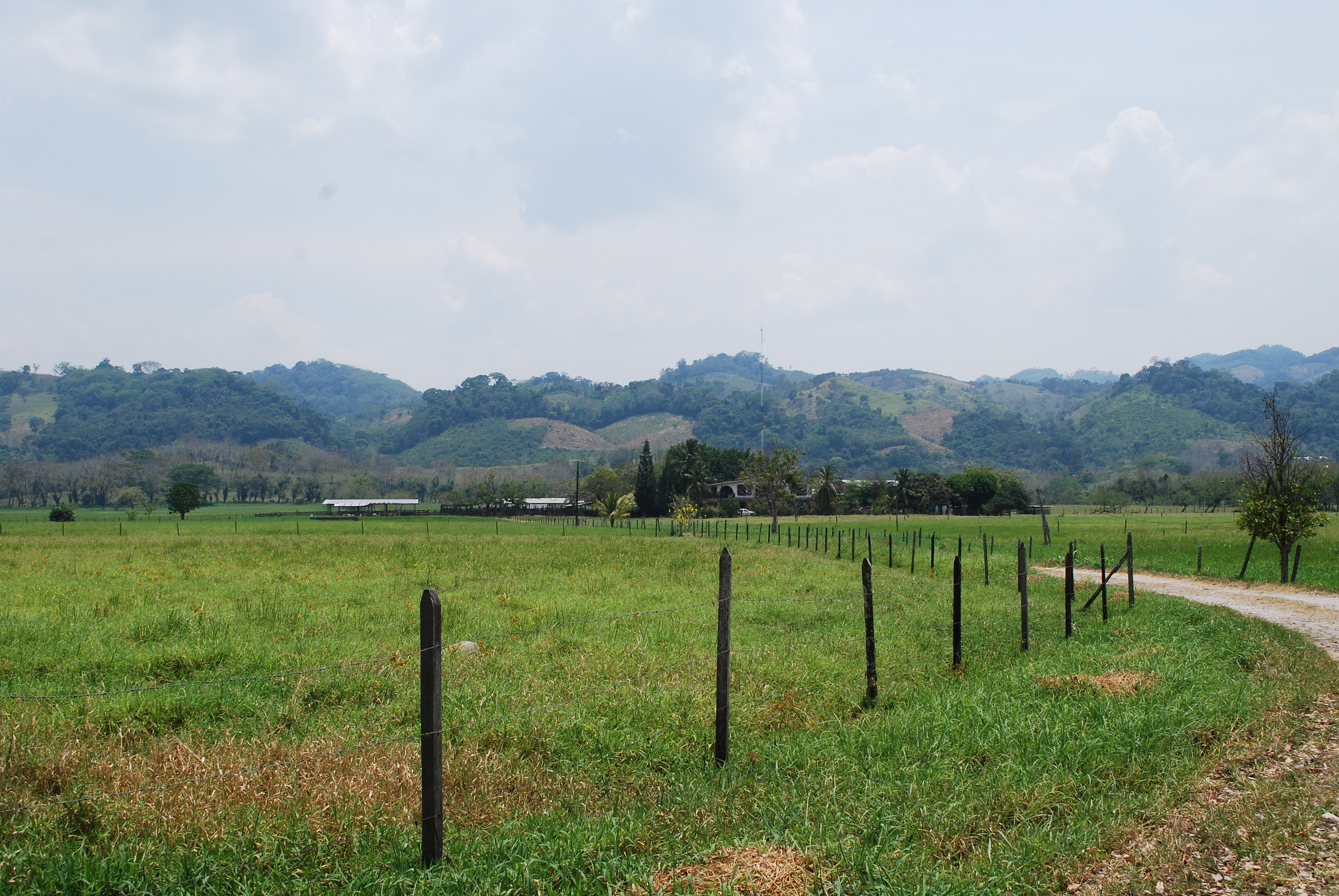
Ферма вблизи города Паленке

В сельском хозяйстве, животноводстве, рыболовстве и речном хозяйстве заняты около половины населения штата. Впрочем, сельское хозяйство региона остаётся малопродуктивным и слабо развитым. Лишь 4 % полей являются орошаемыми, остальные площади сильно зависят от сезонных колебаний осадков. Основные культуры штата: кукуруза, бобы, соя, сорго, арахис, кунжут, кофе, какао, сахарный тростник, манго, бананы и пальмовое масло, они занимают до 95 % обрабатываемых земель Чьяпаса и до 90 % сельскохозяйственной продукции штата.
Чьяпас занимает второе место в Мексике по производству какао, также здесь производится до 60 % всего мексиканского кофе. Местный кофейный бизнес уходит корнями в середину XIX века, когда в 1846 году Джеронимо Манчинелли привёз на свою плантацию Ла-Чакара 1 500 саженцев из Гватемалы. За ним последовали и множество других хозяйств, к 1892 году в регионе имелось 22 кофейных плантации. В то время увеличение производства кофе достигалось также расширением плантаций и принудительным трудом.

### Промышленность и добыча
Множество рек штата содержат огромные запасы энергии, это способствует развитию в регионе гидроэнергетики и строительству плотин. Кроме того, здесь сосредоточены богатые запасы нефти. Добыча нефти началась в 1980-х гг., с тех пор Чьяпас стал четвёртым самым большим производителем нефти и газа среди штатов страны.
Промышленность ограничена небольшими предприятиями по переработке сельскохозяйственной продукции, производству автозапчастей, мебели, строительных материалов и текстиля, полиграфическую и пищевую промышленности, различные традиционные ремёсла.

### Туризм

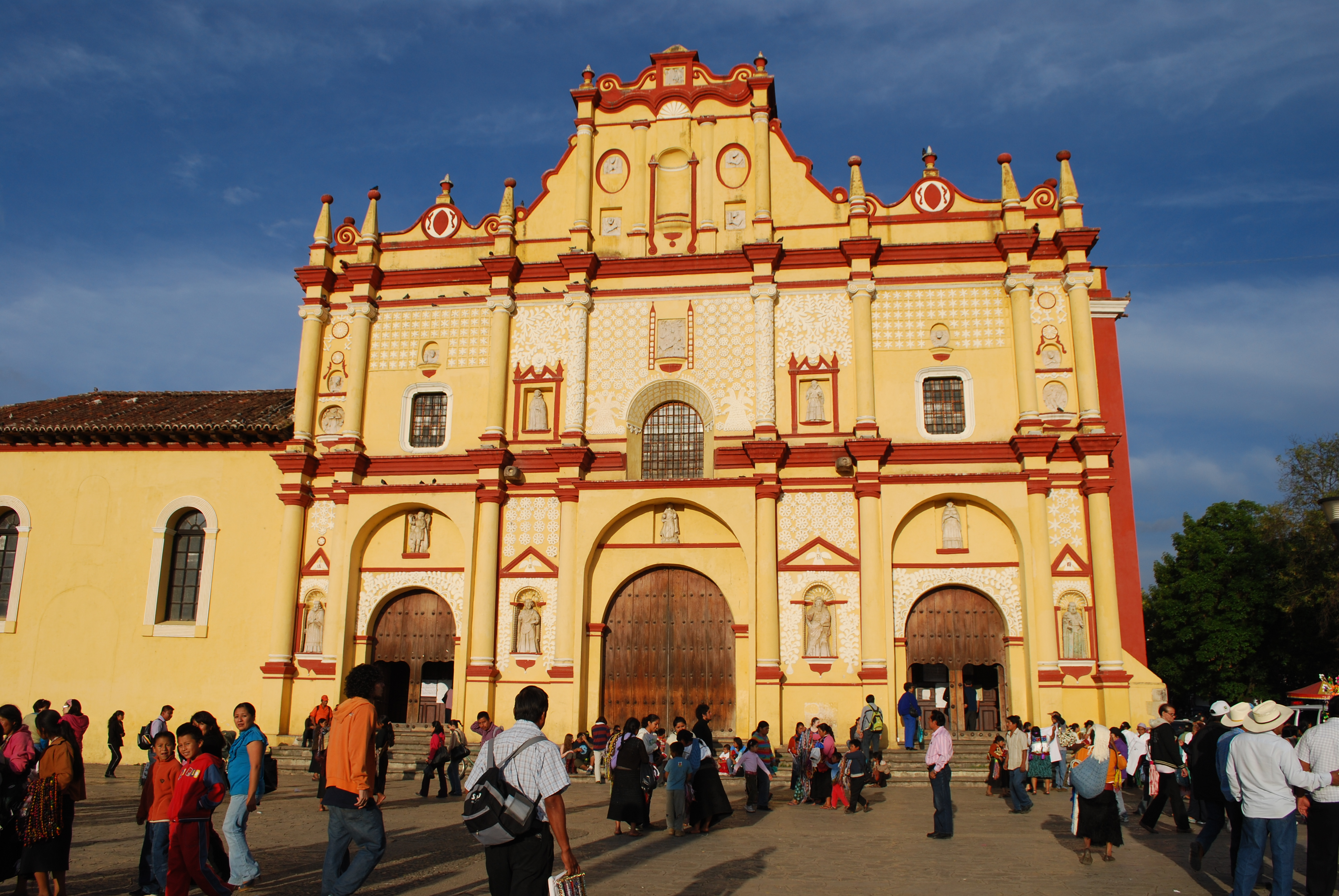
Собор в городе Сан-Кристобаль

В последние годы всё большее значение приобретает туризм, основанный на самобытности и богатой истории региона, а также на хорошей экологии и сохранившейся природе. Туристов особенно привлекают древние города майя, наиболее известный из которых — Паленке. На реке Усумасинта расположен майянский город Йашчилан, а в 30 км к югу от него — город Бонампак, известный своими фресками.
Достопримечательности колониальной эпохи сосредоточены главным образом в районе центрального нагорья и представляют собой церкви, монастыри и другие сооружения.
Колониальной архитектурой интересен город Сан-Кристобаль-де-лас-Касас, центр которого представлен черепичными крышами, патио, балконами, фасадами в стиле Барокко и элементами неоклассицизма и мавританского стиля.

## Архитектура
Архитектурные традиции штата берут начало с археологическими памятниками майя и других коренных народов этих мест. С приходом испанцев приходит и испанский стиль архитектуры. Многие колониальные постройки связаны с доминиканцами, прибывшими сюда из Севильи — города, где сильны арабские влияния в архитектуре. Арабское влияние перекочевало и в Чьяпас, особенно свойственно постройкам с XVI по XVIII вв. В то же время в колониальной архитектуре присутствует и множество других стилей, в том числе мотивы коренного населения. Главные колониальные сооружения включают собор и церковь Санто-Доминго в Сан-Кристобале, монастырь Санто-Доминго и Ла-Пила в Чьяпа-де-Корсо. Собор Сан-Кристобаль имеет барочный фасад, он был начат в XVI веке, однако был закончен лишь в XVII веке. Собор представляет собой смесь испанских, арабских и коренных влияний и является одним из наиболее богато украшенных соборов Мексики.

## Галерея

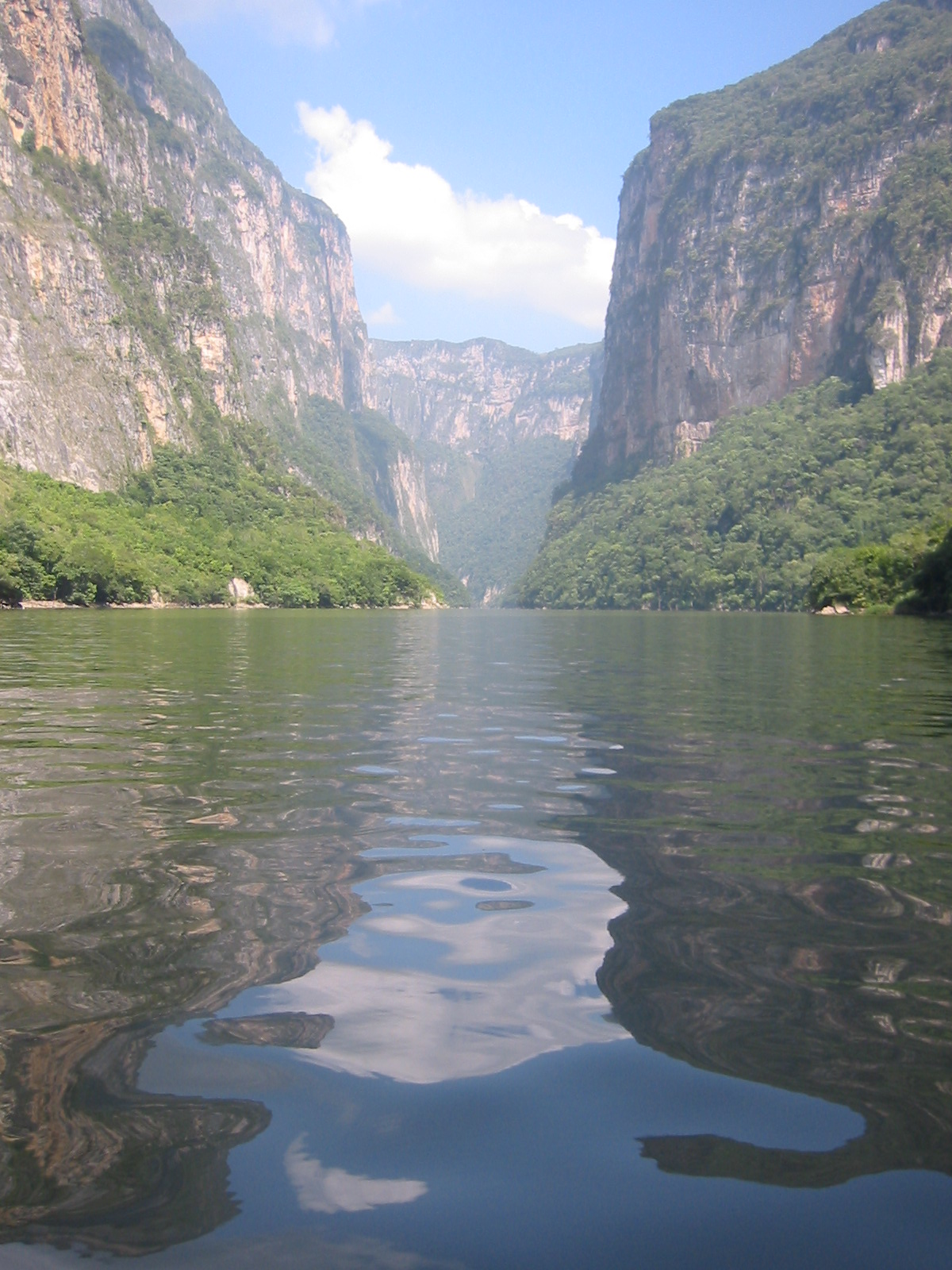
Каньон дель Сумидеро
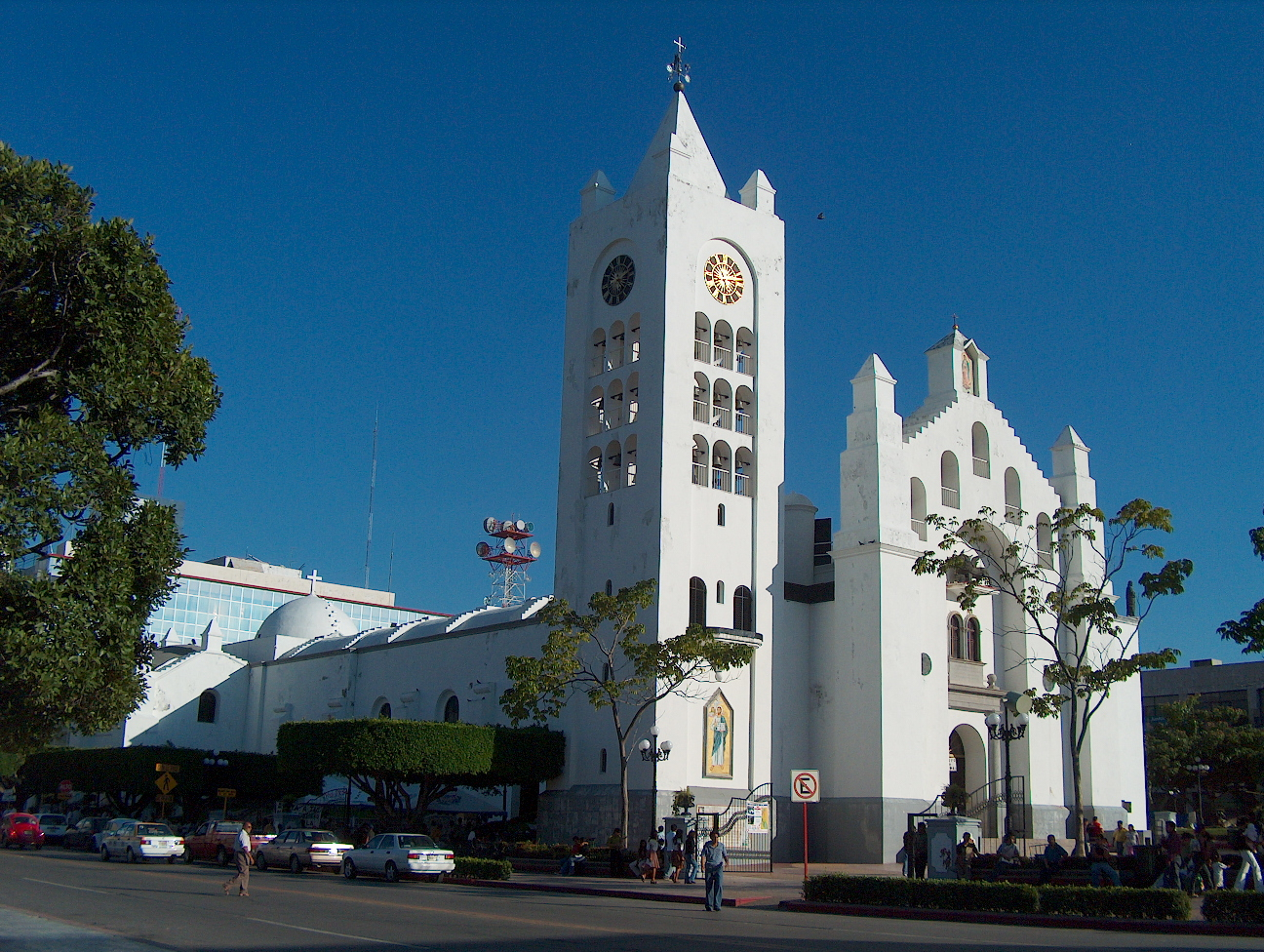
Собор Сан Маркос в городе Тустла
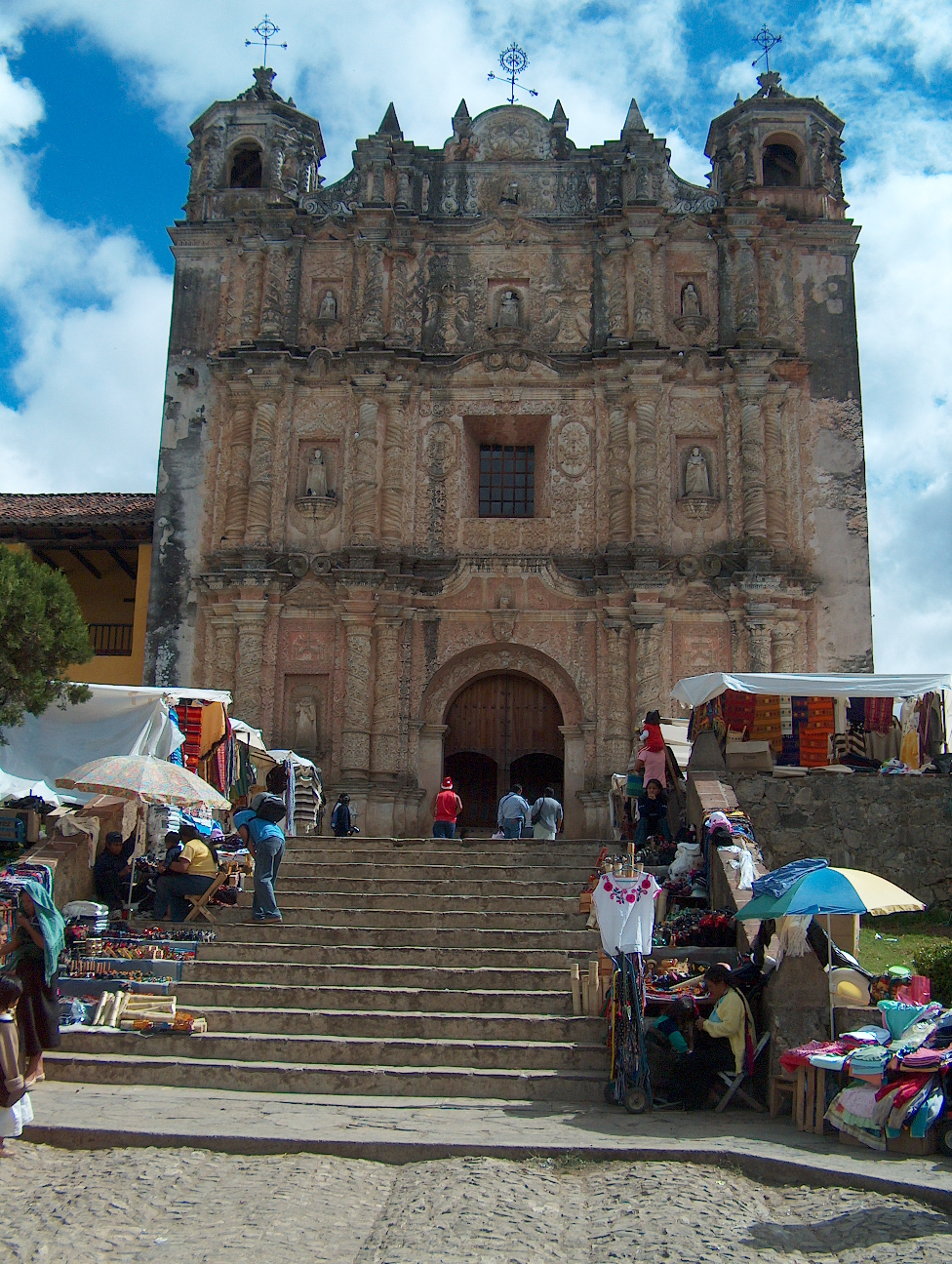
Церковь Санто Доминго в Сан-Кристобаль-де-Лас-Касас
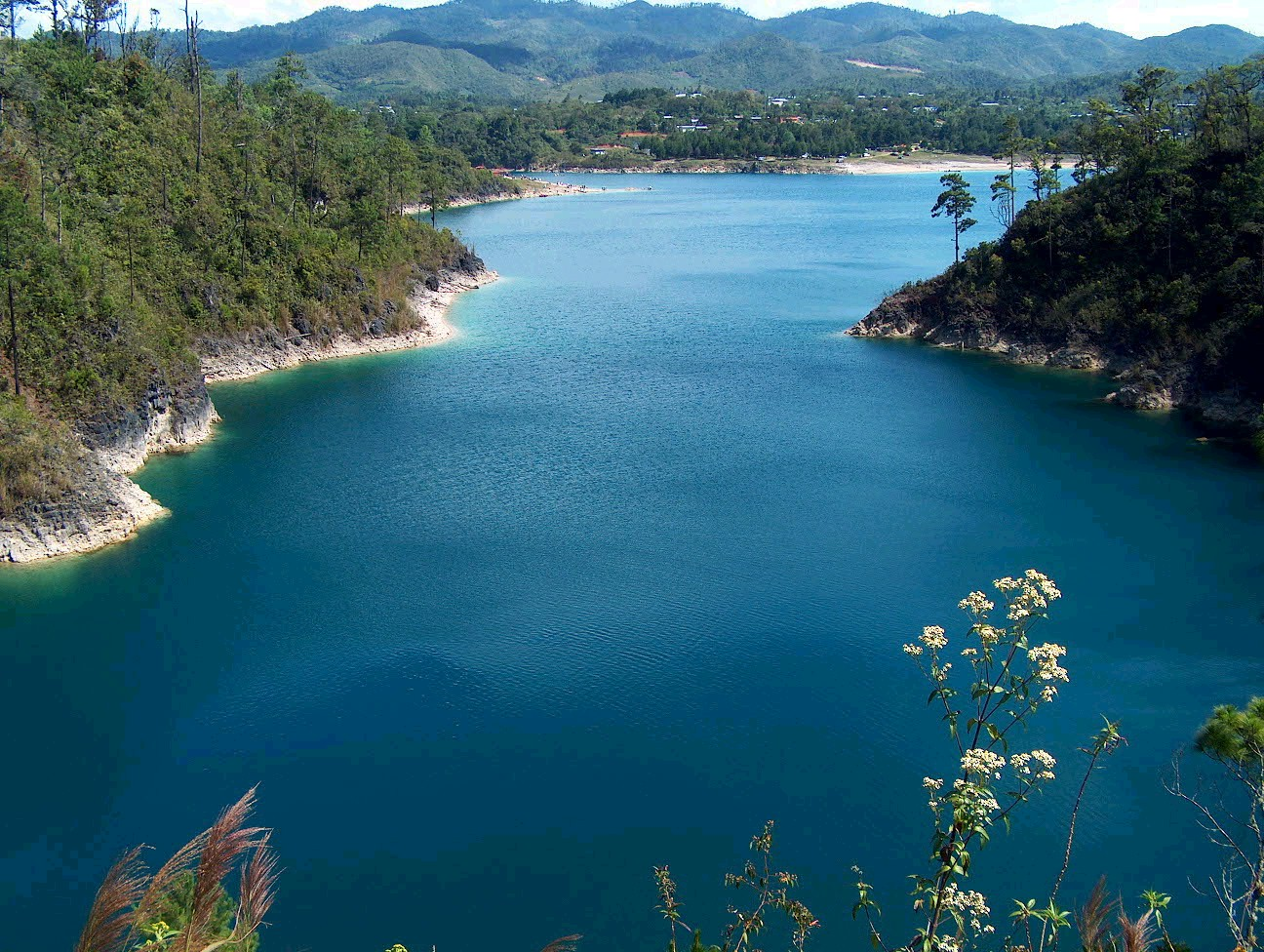
Национальный парк в Монтебелло
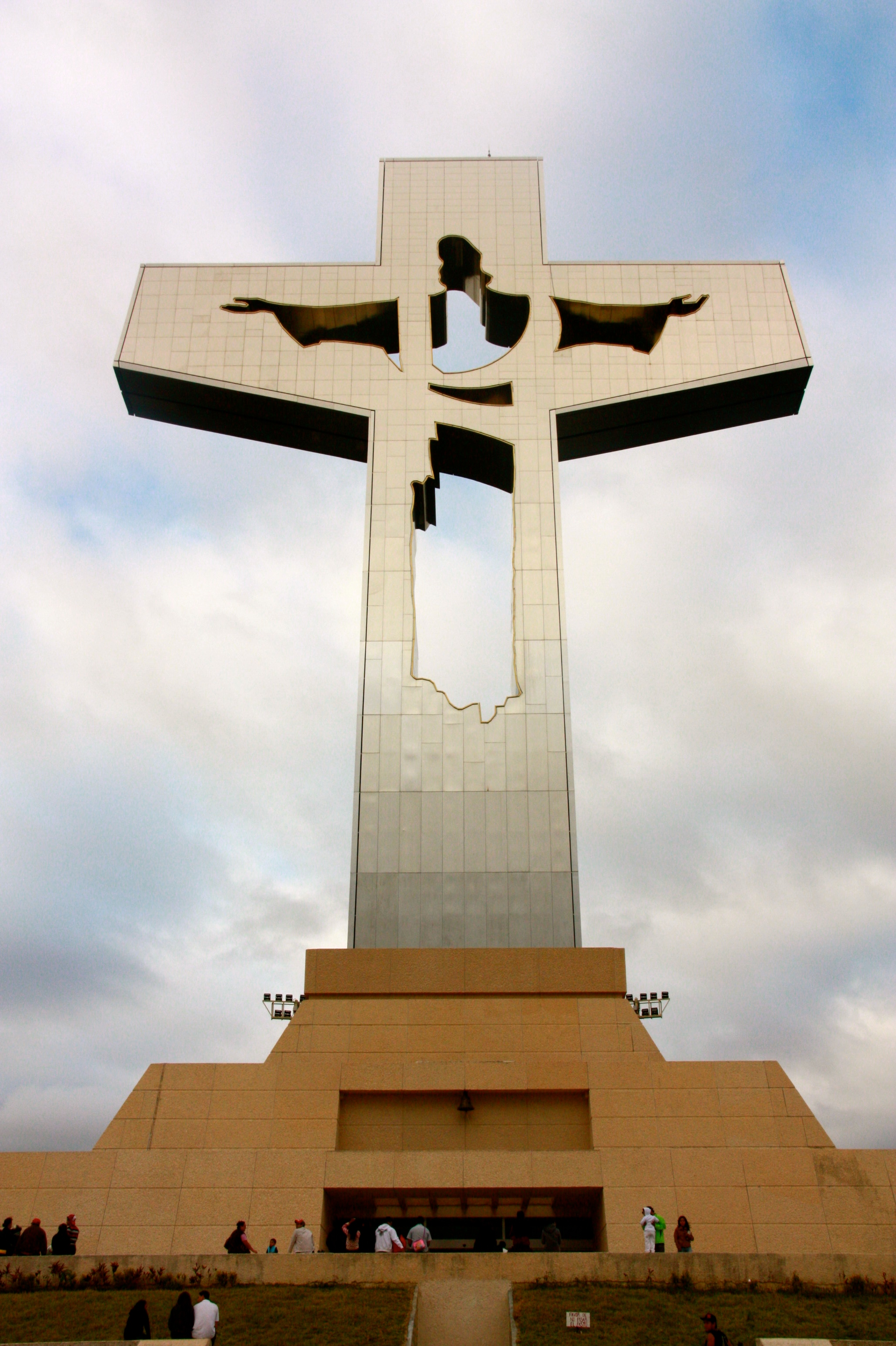
Христос Чьяпаса